# Ruth Mossner
Ruth Mossner (auch G. (Gigi) Ruth Mossner; * 28. Februar 1947 in West-Berlin) ist eine deutsche Grafikerin und Illustratorin.

## Leben und Werk
Ruth Mossner kam mit ihren Eltern 1951 aus dem Westberliner Bezirk Charlottenburg, wo sie im Paulinenkrankenhaus zur Welt gekommen war, nach Karlshorst in Ost-Berlin. Dort machte sie das Abitur an der einzigen katholischen Oberschule der DDR, der Theresienschule. Die Eltern verließen 1967 die DDR nach Bayern. Als Schülerin nahm Ruth Schauspielunterricht und stand bei Fritz Cremer und Ronald Paris Modell. Sie hatte früh bereits Umgang mit vielen Mitgliedern des Berliner Ensemble, darunter Wolf Kaiser und Ekkehard Schall, arbeitete dann fünf Jahre als Sachbearbeiterin im Archiv des Berliner Verlags Volk und Welt. Dort entdeckte sie bei Lothar Reher die Liebe zur Illustration. Sie entschloss sich, Kunst zu studieren, und Reher vermittelte ihr ein Vorstellungsgespräch bei Werner Klemke. Sie studierte Malerei und Grafik an der Kunsthochschule Berlin-Weißensee. Nach dem Diplom arbeitet sie in Ost-Berlin als freischaffende Künstlerin.
Während des Studiums hatte sie Kontakt zum Ministerium für Staatssicherheit bekommen, das sie 1972 als Inoffizielle Mitarbeiterin „Liliom“ registrierte. Ab 1981 unterhielt sie intime Beziehungen zu Klaus Bölling, mit dem sie nach dem Ende seiner Amtszeit als Ständiger Vertreter 1982 in die Bundesrepublik ausreisen durfte. Sie kehrte jedoch schon nach zwei Monaten in die DDR zurück, weil sie in Bonn keine Freunde hatte. Um diese Liaison gibt es nachrichtendienstliche Spekulationen.
Ruth Mossner arbeitete in der DDR vor allem als Buchillustratorin für den Kinderbuchverlag, den Altberliner Verlag, Eulenspiegel-Verlag, Hinstorff, Insel-Verlag, Kiepenheuer, den Mitteldeutschen Verlag, Rütten & Loening, Reclam, Verlag das Neue Berlin und Verlag Neues Leben. Mit etwa 50 Büchern gehörte sie zu den bedeutendsten Buchillustratorinnen der DDR. In den Illustrationen für Kinderbücher benutzte sie auch, wie etwa Hans Ticha, abweichend vom in der DDR üblichen Trend, groteske Elemente. Zehn von Ruth Mossner illustrierte Bücher wurden im Wettbewerb Schönste Bücher der DDR ausgezeichnet. Einige wurden in bibliophiler Aufmachung oder als limitierte Vorzugsausgabe ediert, so 1982 Erwin Strittmatters Zirkus Wind (Verlag Philipp Reclam jun., Leipzig, 1982).
Ruth Mossner war bis 1990 Mitglied des Verbands Bildender Künstler der DDR.
Nach der deutschen Wiedervereinigung fielen die meisten Auftraggeber weg. Ruth Mossner arbeitet noch für den Wartburg Verlag, Weimar und Jena, für den sie vor allem buchkünstlerisch beratend tätig ist. Als für sie neues Thema widmet sie sich entsprechend dem Profil des Verlags Bibelillustrationen.

## Fotografische Darstellung Ruth Mossners
- Barbara Morgenstern: G. Ruth Mossner (1989; Auswahl aus einer Serie von Aufnahmen)[3]

## Ausstellungen (unvollständig)

### Einzelausstellungen
- 1980: Berlin, Galerie am Prater
- 1981: Leipzig, Galerie der Georg-Maurer-Bibliothek

### Ausstellungsbeteiligungen
- 1977/1978 und 1987/1988: Dresden, VIII. und X. Kunstausstellung der DDR
- 1979: Berlin, Ausstellungszentrum am Fernsehturm („Buchillustrationen in der DDR. 1949 – 1979“)
- 1984: Troisdorf, Bilderbuchmuseum Burg Wissem und
- 1985: München, Internationale Jugendbibliothek („Bilderbuchkunst in der DDR II. Ruth Knorr, G. Ruth Mossner, Gisela Neumann, Nuria Quevedo, Regine Röder, Elizabeth Shaw“)